# Gideon von der Decken

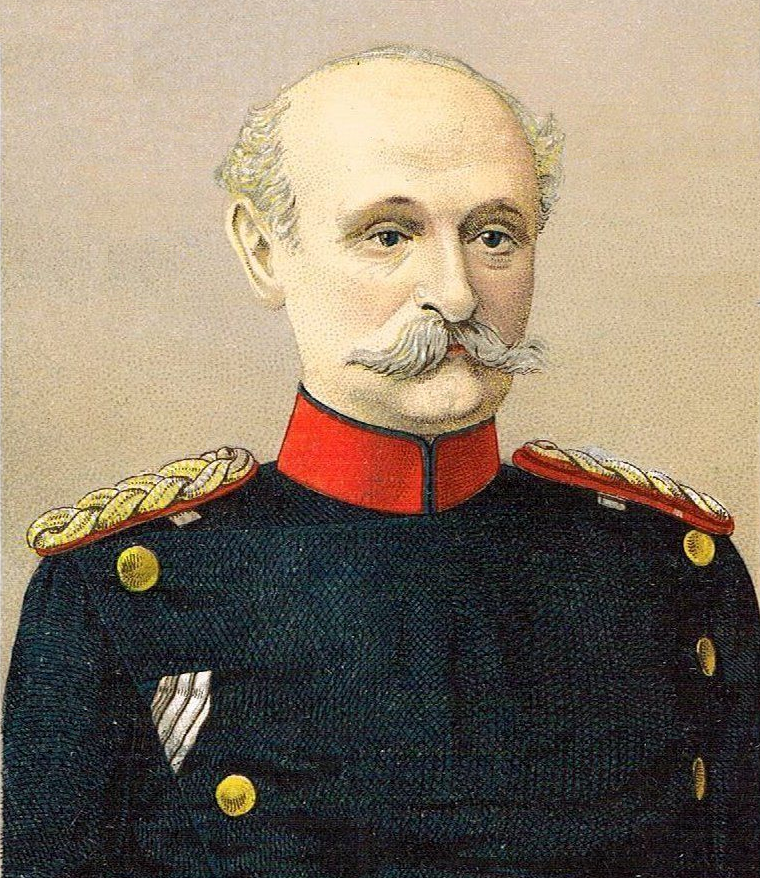
Gideon von der Decken, Kommandeur der 1. Infanterie-Brigade Nr. 45

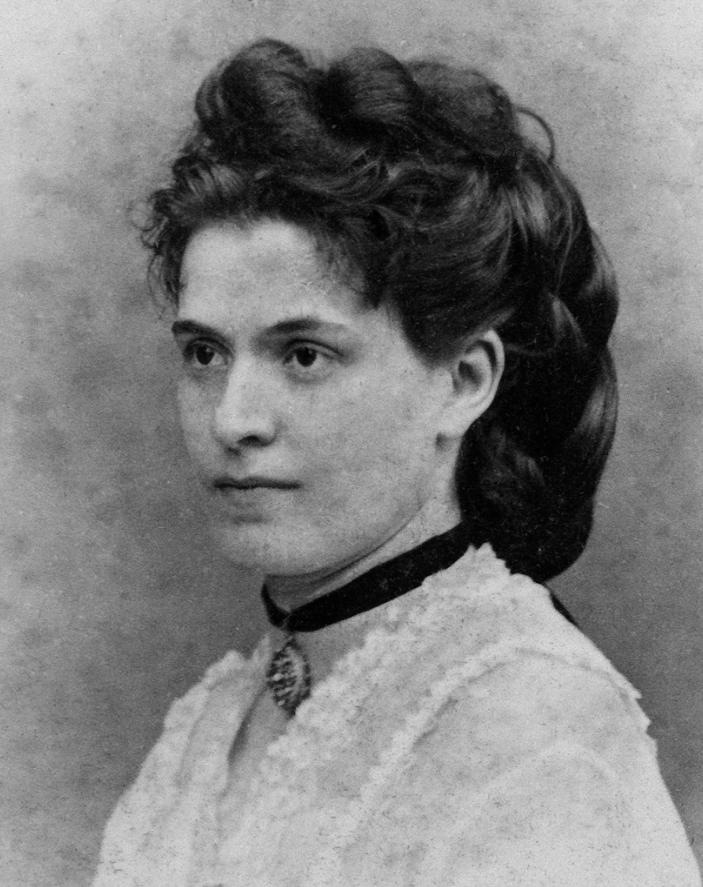
Seine Ehefrau Josefa Sthamer y Fernández de Córdoba

Gideon Karl August von der Decken (* 1. Juli 1828 in Nienburg/Weser; † 7. März 1892 in Dresden) war ein sächsischer Generalleutnant.

## Leben
Sein Vater war der hannoversche Generalmajor Arnold von der Decken. Der spätere preußische Generalmajor Friedrich von der Decken war sein älterer Bruder.
1860 heiratete er in Hamburg Josepha Sthamer y Fernández de Córdoba (1841–1929). Sie hatten neun Kinder. Ihr erster Sohn war der sächsische Generalleutnant Gustav von der Decken.
Die jüngste Tochter Maria Margaretha („Magit“) (1882–1924) war Hofdame bei Fürst Alfred zu Salm-Reifferscheidt und starb nach einem Autounfall mit einer Eisenbahn am Bahnübergang in der Nähe von Schloss Dyck. Sie wurde in der fürstlichen Familiengruft beigesetzt.

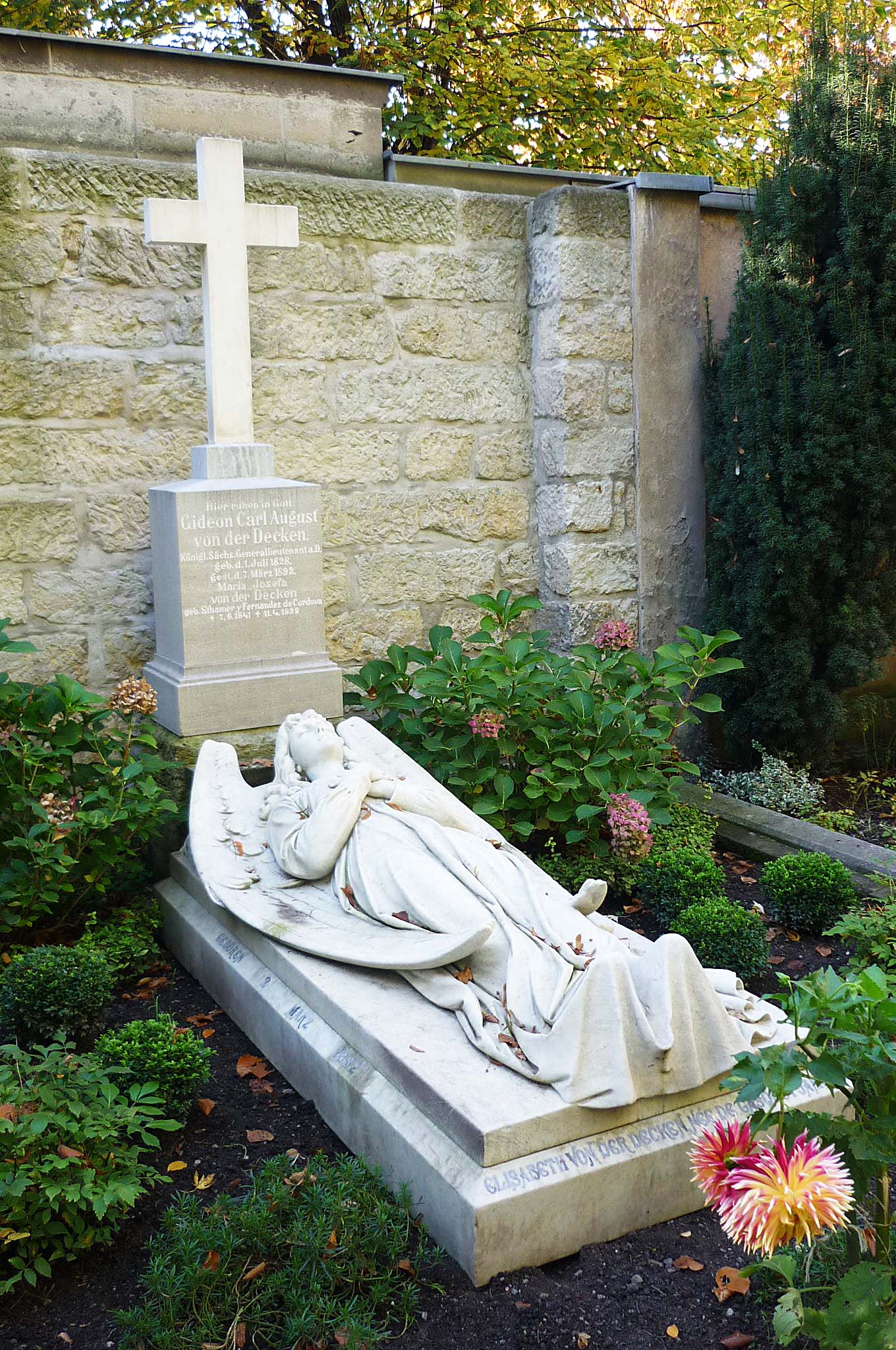
Familiengrab auf dem Neuen Katholischen Friedhof in Dresden für Gideon, seine Frau Josefa und die Frau ihres Sohns Leo, Elisabeth Bleeker de Gasquet-James
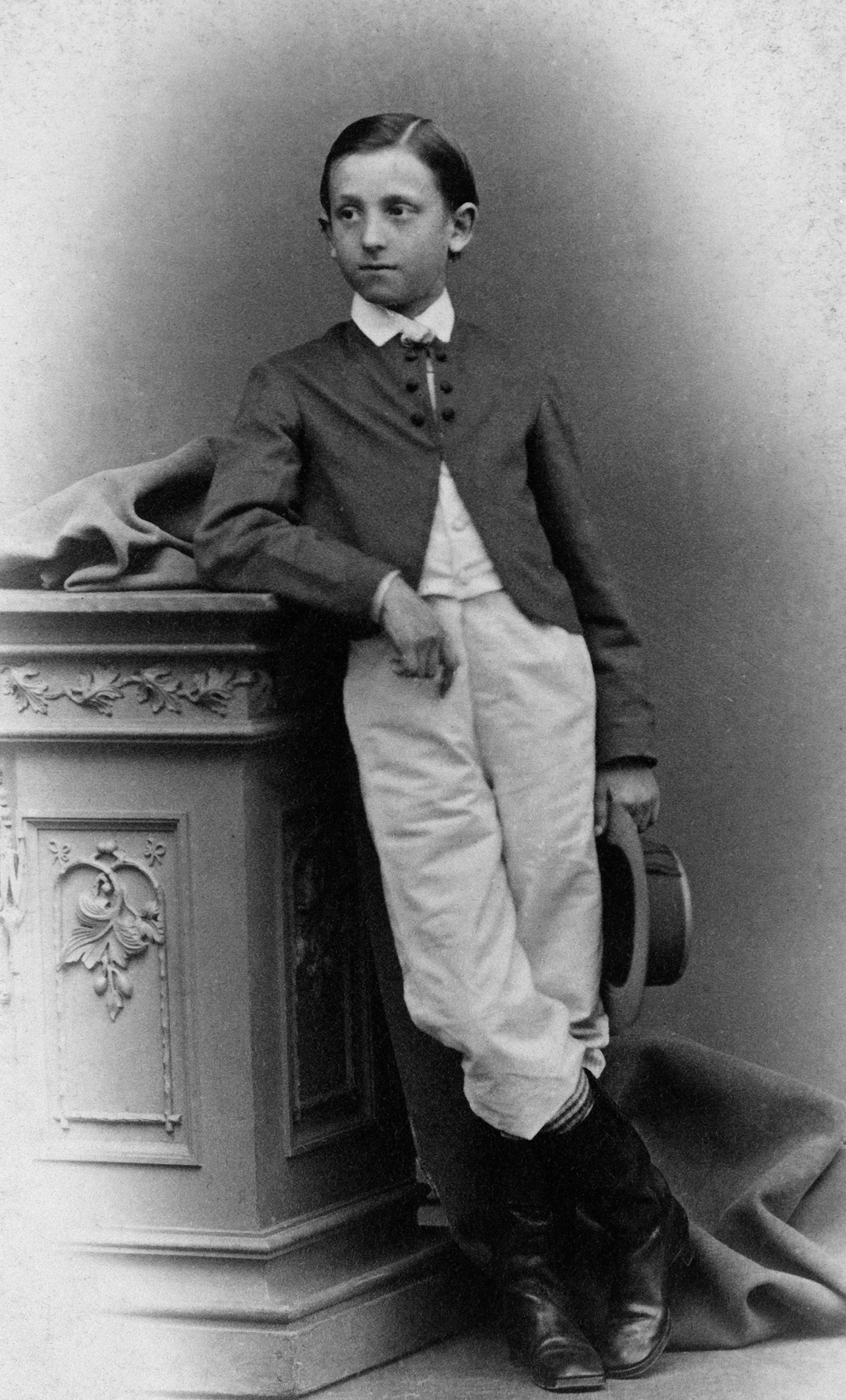
Ihr ältester Sohn Gustav von der Decken wurde später Generalleutnant. Er ist auf der Fotografie etwa 11 Jahre alt.
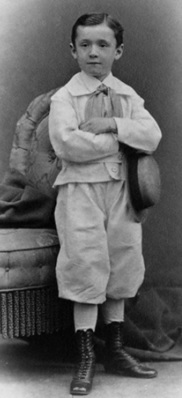
Der Sohn Arnold wurde 1865 geboren. Das Foto zeigt ihn mit etwa sieben Jahren.
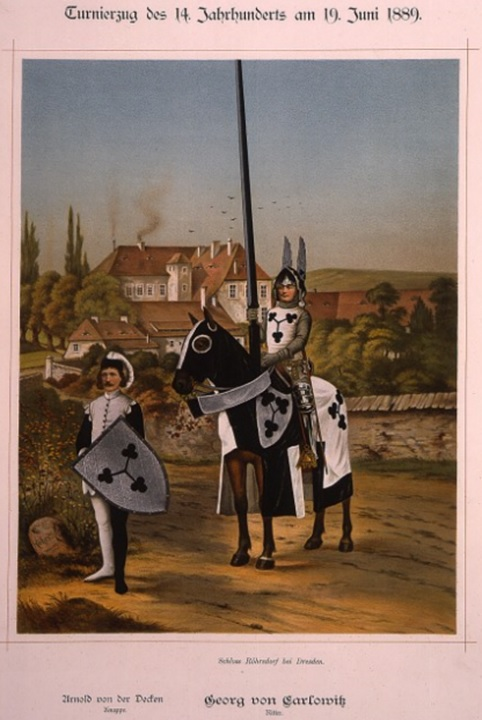
Eine Postkarte mit Arnold von der Decken 1889 als Knappe zu Fuß in einer Turniertracht des 14. Jahrhunderts
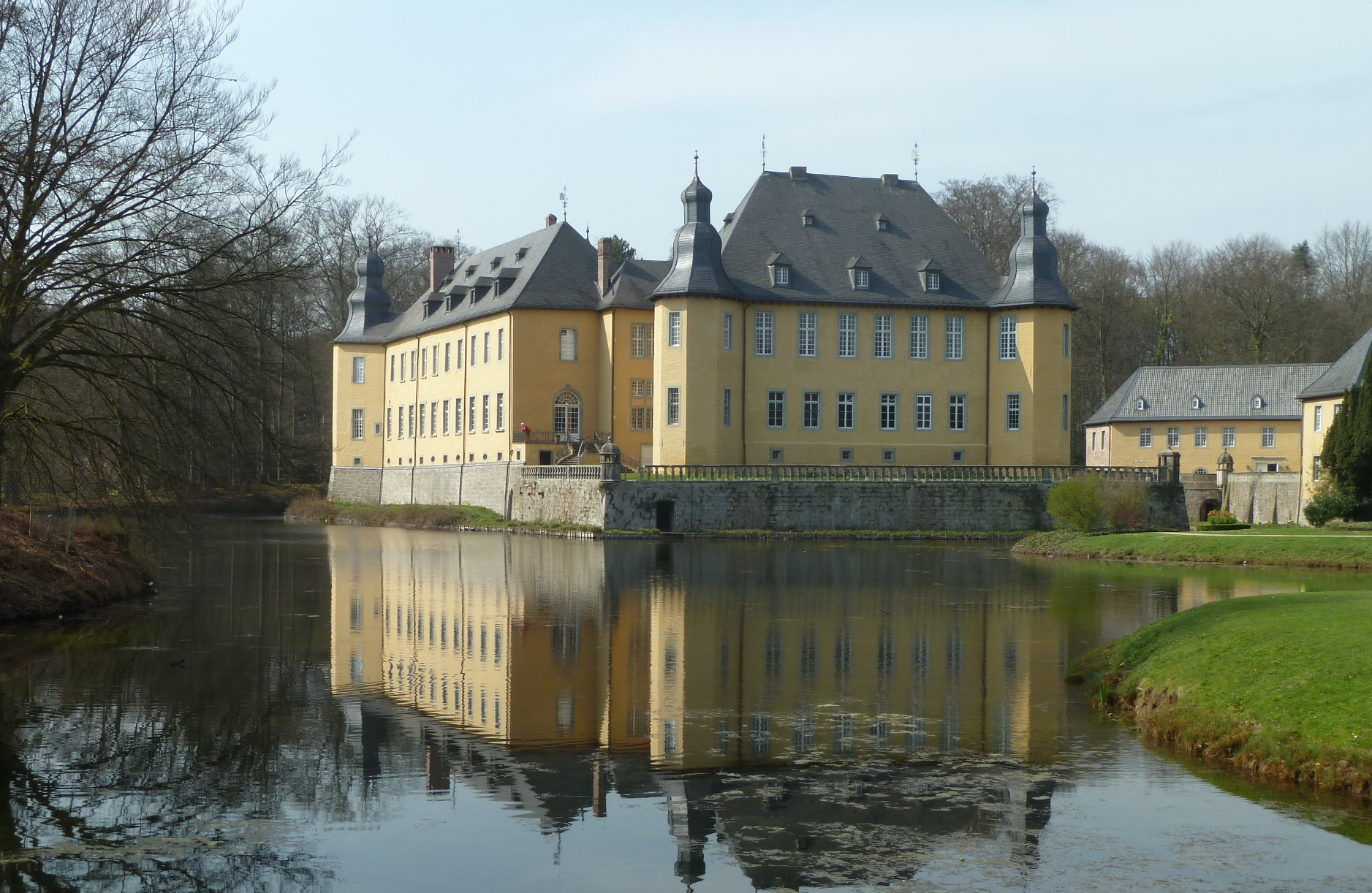
Auf Schloss Dyck war  Magit, die jüngste Tochter, bis zu ihrem Unfalltod 1924 Hofdame. Sie wurde in der Familiengruft in der Nähe von Schloss Dyck im Nikolauskloster beigesetzt.